# Echinarmadillidium absoloni
Echinarmadillidium absoloni is een pissebed uit de familie Armadillidiidae. De wetenschappelijke naam van de soort is voor het eerst geldig gepubliceerd in 1934 door Strouhal.